# 宮城県道35号泉塩釜線
宮城県道35号泉塩釜線（みやぎけんどう35ごう いずみしおがません）は、宮城県仙台市泉区と同県塩竈市を結ぶ県道（主要地方道）である。

## 概要
1983年（昭和58年）1月11日、それまでの根白石塩釜線（一般県道）から変更され、主要地方道となった。泉区西部の国道457号交点から、仙台市地下鉄南北線・泉中央駅前を通り、JR東北本線沿いに多賀城市を経由し塩竈市に至る。スキー場がある泉ヶ岳方面と、仙台市の北部の泉中央地区、そして仙塩地区を結んでいる、仙台都市圏北部の重要な東西道路であり、片側1車線の旧道から片側2車線の新道への付け替えが段階的に進んでいる。
岩切 - 塩竈間は旧来の塩竈街道の区間。JR東北本線・岩切駅東側をガードでくぐるが、道幅が狭く、普通乗用車同士がようやくすれ違いできる状況であったが、2009年（平成21年）4月22日に仙台市宮城野区岩切・多賀城市市川橋間のバイパス（2.5 km）が完成、さらに市川橋・同市浮島間の1.1 kmも同年7月30日に開通したため、このガードをくぐらずに高架橋経由で岩切方面から多賀城方面に抜けることができるようになった。残る多賀城市浮島 - 塩竈市玉川間は、都市計画道路「玉川岩切線」として約1.4kmのバイパスを整備する計画となっており、現時点では2035年度（令和17年度）の完了予定。
2023年（令和5年）現在、仙台市内では、泉区野村地区の約980m区間で4車線化事業を施工中で、2026年度（令和8年度）の完了予定。このほか、野村西地区の約740m区間で歩道整備事業を施行中で、2025年度（令和7年度）の完了予定。
泉区免許センター入口交差点（国道4号交点）を中心に渋滞が激しい路線である。また岩切 - 塩竈間の塩竈街道は道幅が狭く、この区間と並行する国道45号などの抜け道としては使いにくかったが、上記バイパス開通で時間短縮と利便性が格段に向上し、抜け道として十分な役割を発揮できるようになった。
多賀城市内沿線には、特別史跡多賀城跡やそこから発掘された資料などを展示する東北歴史博物館などがある。

### 路線データ
- 実延長：19.9 km（仙台市管理分14153.0 m[5]、宮城県管理分5790.3 m[6]）
- 起点：仙台市泉区小角（国道457号交点）
- 終点：塩竈市赤坂（県道3号塩釜吉岡線交点）

## 歴史
岩切から東の半分は塩竈街道と呼ばれ、江戸時代からの街道の後継である。岩切より西には特別な旧名はないが、古くから使われてきた道の後継である。西の旧道は七北田川北岸（左岸）の松島丘陵南縁を縁取るようにゆるい曲線を描き、泉市名坂簡易郵便局（泉区市名坂字本町）の前を通る道で、今は全区間が県道から外れている。東半分では岩切郵便局前の交差点から南東に、岩切駅の位置を通り、多賀城碑の北を通って南から塩竈に入るのが古い塩竈街道であった。岩切駅から東でほぼ旧道を踏襲していたが、これも上記のバイパスで岩切から多賀城までが迂回されるようになった。
- 1958年（昭和33年）3月31日 - 宮城県が一般県道64号根白石塩釜線（泉町根白石 - 塩竈市）を路線認定[7]。
- 1982年（昭和57年）4月1日 - 県道根白石塩釜線が、「泉塩釜線」として建設省（現・国土交通省）から初めて主要地方道の指定を受ける。[8]
- 1983年（昭和58年）1月11日 - 一般県道64号「根白石塩釜線」から主要地方道54号「泉塩釜線」への路線変更が告示される。[9]
- 1989年（平成元年）4月1日 - 仙台市の政令指定都市移行に伴い、仙台市内区間の管理が宮城県から仙台市に移管される。
- 1993年（平成5年）
  - 5月11日 - 建設省から、県道泉塩釜線が泉塩釜線として主要地方道に指定される[10]。
  - 10月19日 - 県道番号が決定[11]され、従前の主要地方道54号[12]から、県道35号に変更される。（12月1日より施行）
- 2006年（平成18年）4月26日 - 泉PAスマートIC設置の社会実験（後に常設化）開始に伴い、東北自動車道と接続。[13]
- 2009年（平成21年）4月 - バイパスとなる都市計画道路「玉川岩切線」南宮工区開通。[14]
- 2015年（平成27年）12月1日 - 「玉川岩切線」南宮工区４車線化完成。[14]
- 2016年（平成28年）3月27日 - 多賀城IC開通に伴い、三陸自動車道（三陸沿岸道路）と接続。[15]

## 路線状況

### 別名
- 泉ヶ岳通り（仙台市泉区）
- 塩竈街道（仙台市宮城野区 - 塩竈市）

## 地理

### 通過する自治体
- 仙台市（泉区 - 宮城野区）
- 多賀城市
- 塩竈市

### 交差する道路
- 国道457号（仙台市泉区実沢、起点）

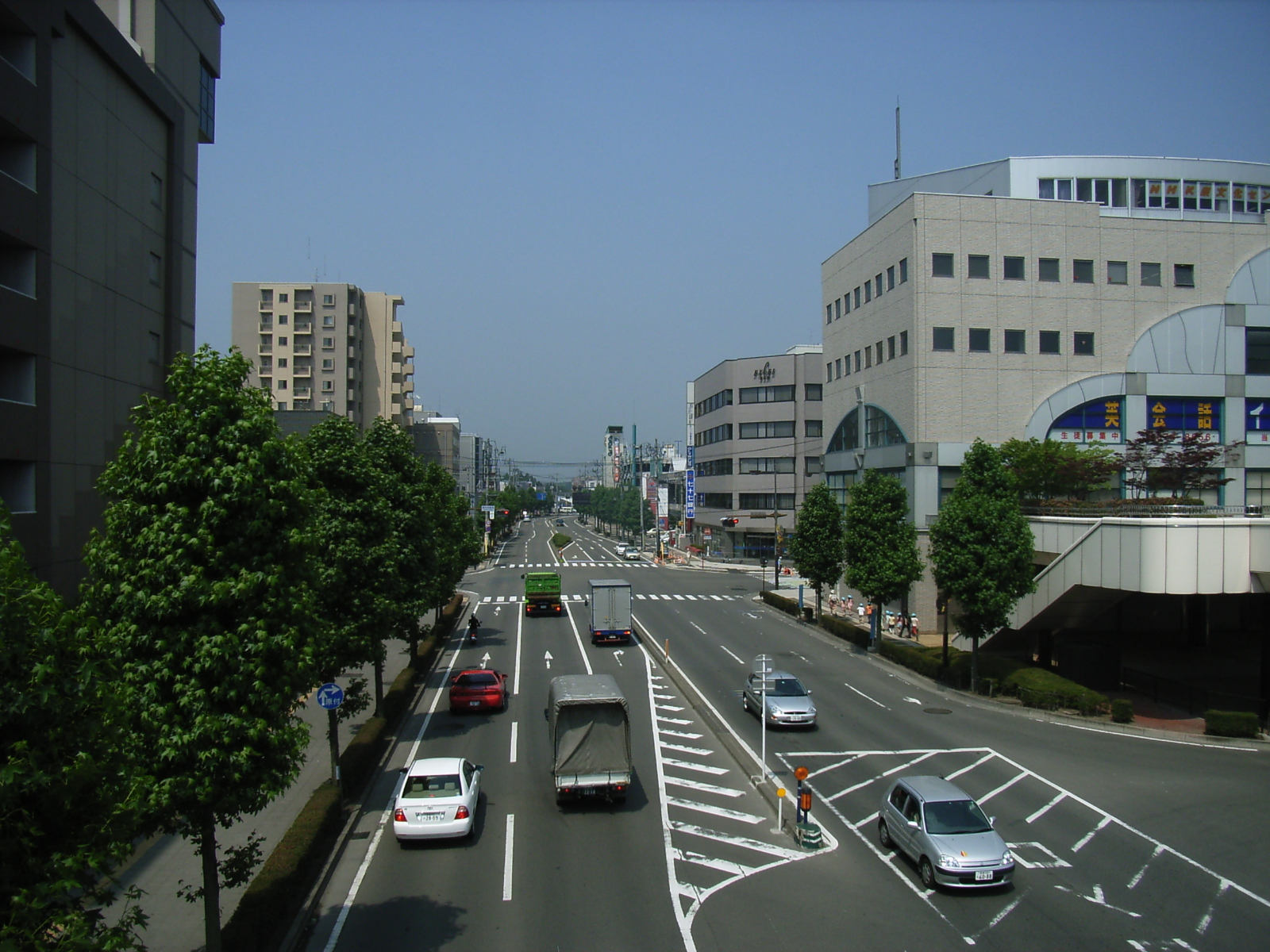
泉中央駅の南（2005年6月）

- 宮城県道264号大衡仙台線（仙台市泉区上谷刈、パークタウン入口交差点）
- 東北自動車道 泉スマートインターチェンジ（仙台市泉区野村）
- 宮城県道22号仙台泉線（仙台市泉区泉中央）
- 国道4号（仙台市泉区市名坂、免許センター入口交差点）
- 宮城県道141号今市福田線（仙台市宮城野区岩切、今市橋北詰）
- 宮城県道142号岩切停車場線（仙台市宮城野区岩切）
- 宮城県道8号仙台松島線（仙台市宮城野区岩切、洞ノ口交差点）
- 宮城県道270号利府岩切停車場線（仙台市宮城野区岩切）
- 三陸自動車道（三陸沿岸道路 仙塩道路）多賀城IC（多賀城市南宮）
- 宮城県道3号塩釜吉岡線（塩竈市赤坂、終点）

### 沿線の施設など
- 仙台市立実沢小学校（閉校）
- 仙台市立野村小学校
- シェルコムせんだい
- ヨークタウン泉野村
- 仙台市地下鉄南北線 泉中央駅
- 泉警察署
- 仙台徳洲会病院
- 宮城県運転免許センター
- スポパーク松森
- 東北本線
  - 岩切駅
  - 陸前山王駅
  - 国府多賀城駅
  - 塩釜駅
- 多賀城市中央公園
- 国指定重要文化財 多賀城碑
- 多賀城跡あやめ園
- 仙台法務局塩竈支局
- 野田の玉川の碑
- ふれあいエスプ塩竈（長井勝一漫画美術館）
- 宮城県塩釜高等学校

### 交通量[16]
令和３年度・12時間交通量（仙台市内は推計値）
- 仙台市泉区実沢上ノ台 - 7,304台
- 仙台市泉区上谷刈部隊 - 8,834台
- 仙台市泉区泉中央１丁目 - 16,847台
- 仙台市泉区泉中央４丁目 - 16,764台
- 仙台市泉区市名坂鹿島 - 20,184台
- 仙台市宮城野区岩切入山 - 25,272台
- 仙台市宮城野区岩切洞ノ口 - 12,931台
- 多賀城市浮島宮前 - 10,462台
- 多賀城市浮島高原 - 4,731台